# 刈込

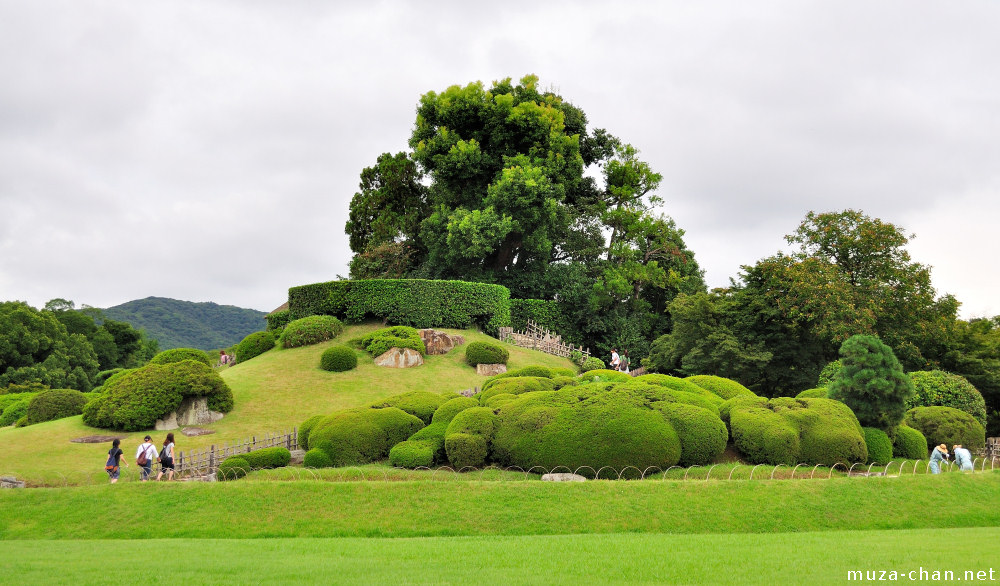
後楽園（岡山）の刈込

刈込、刈り込み、苅込（かりこみ）は、樹木（主に常緑樹）の高中木・低木の高さや幅を整えるために葉や枝を切り揃える日本の園芸の技術である。特に生垣などでよく見られる。
玉型・四角型などに形を整えることが多いが、混植された多数の樹木を刈り込むことで築山や蓬莱山などひとつの大きな形を表現する「大刈込」と呼ばれる技法も存在する。

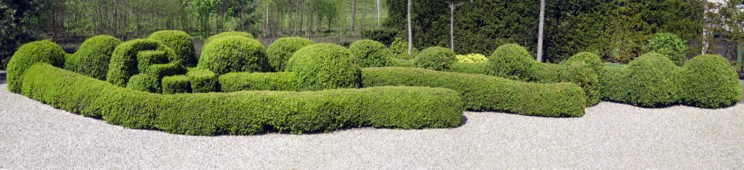
刈込の例

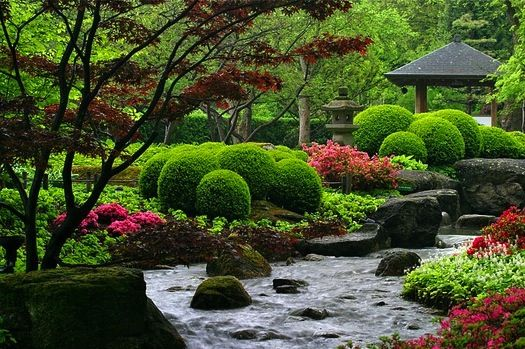
刈込の例

## 歴史
刈込自体は室町時代から行われていたとされており、李氏朝鮮の使節宋希璟は『老松堂日本行録』において、西芳寺庭園で樹木の上方を切って段上にすることが行われていたと記述している。安土桃山時代には樹木剪定用の鋏が作られるようになり、同時期に低木を刈り込むことが流行した。
江戸時代には、各地の庭園で大刈込が見られるようになった。代表的なものとしては修学院離宮の浴龍池の堤防などがある。この頃には、生垣にも単に樹木を列植したものだけでなく、刈り込みを加えたものが出現した。

## 技術
日本庭園においては、刈込は個々のデザインだけでなく、庭園全体の構成も意識しながら行う必要がある。 

## 手入れ
刈込だけでは樹木上部の枝が混んできて生育に支障がでるため、定期的に剪定も行う必要がある。また、カイヅカイブキやコニファーの生垣は刈込だけでは年々大きくなってしまうため、サイズを一定に保つためには枝先の切り戻しを行わなくてはならない。また、マキやマツ、ヒバなど、刈込ではなく剪定で整えていくことの多い樹木もある。

## メリット・デメリット

### メリット
- 形をはっきりと整え、美しい樹形を保つことができる[4]。
- 剪定に比べてごみの排出量が少なく、かかる時間も短い[4]。
- 枝・葉の密度を高く仕上げられるので、目隠しに有効である[4]。

### デメリット
- 剪定のように小ぶりにはできない[4]。
- 風通しが悪くなりやすく、病害虫が発生しやすい[4]。
- 見た目が重くなる[4]。
- 葉や枝を途中で切ってしまうため、切断部分が茶色く枯れてしまうことがある[5]。

## 例
- 頼久寺庭園（岡山県高梁市） [6]
- 修学院離宮浴龍池（京都市左京区）
- 慈光院庭園（奈良県大和郡山市）[7]
- 大池寺庭園（滋賀県甲賀市）[8]
- ゴールデン・ゲート・パークのジャパニーズ・ティー・ガーデン（アメリカ合衆国カリフォルニア州サンフランシスコ